# Claudius Bombarnac
Claudius Bombarnac est un roman de Jules Verne, paru en 1892.

## Histoire
Le roman est d'abord publié en feuilleton dans Le Soleil du 10 octobre au 7 décembre 1892, puis en volume gd. in-8°, dès le 21 novembre de la même année chez Hetzel.

## Résumé
Le roman raconte les aventures rocambolesques de Claudius Bombarnac, « reporter du XXe Siècle », lors de son voyage sur la ligne ferroviaire transcaspienne entre le port d'Ouzoun-Ada et Pékin.

## Personnages
- Claudius Bombarnac, Français originaire de Bordeaux, reporter ambulant pour le XXe Siècle[3].
- Fulk Ephrinell, Américain de 32 à 35 ans, courtier en dents pour la Maison Strong Bulbul and Co. de New York.
- Horatia Bluett, Anglaise, représentante de la Maison Holmes-Holme de Londres, « à laquelle le Céleste-Empire expédie annuellement pour deux millions de chevelures féminines »[4],[5].
- Baron Weissschnitzerdörfer, Allemand, homme fortement constitué, tentant de faire le tour du monde en 39 jours, qu'il finira en 187 jours[6].
- Major Noltitz, médecin de l'armée russe, une cinquantaine d'années.
- Adolphe Caterna, Français, 30 à 35 ans, brun grisonnant déjà, trial et grand premier comique.
- Caroline Caterna, Française, épouse d'Adolphe Caterna, entre 25 et 30 ans, une blonde encore assez jolie. Première dugazon (catégorie vocale).
- Popof, agent de la Compagnie du « Grand-Transasiatique », chef de train, de nationalité russe.
- Pan-Chao, Chinois d'allure distinguée, très européannisé, 25 ans environ.
- Docteur Tio-King, compagnon de Pan-Chao, de 50 à 55 ans, « vrai type du magot de porcelaine à tête mobile », adepte de Luigi Cornaro.
- Sir Francis Trevellyan de Trevellyan-Hall, Trevellyanshire, Anglais, accusant la cinquantaine d'années. Caractéristiques physionomiques: la morgue, le dédain. Ne dit pas un mot de tout le voyage.
- Kinko, Roumain de 25 à 26 ans. Grande énergie. Il voyage clandestinement dans une caisse à destination de Pékin.
- Faruskiar, grand seigneur mongol, homme de fière mine, âgé d'une quarantaine d'années, administrateur du « Grand-Transasiatique ».
- Ghangir, Mongol, compagnon de Faruskiar, 40 ans.
- Zinca Klork, modiste roumaine, domiciliée à Pékin (avenue Cha-Coua), blonde de 22 à 23 ans, fiancée de Kinko.
- Yen-Lou, faux grand mandarin qui serait décédé.
- Ki-Tsang, Chinois, bandit de grand chemin.
- Révérend Nathaniel Morse, clergyman américain de Boston, « un de ces honnêtes débitants de Bible ».

Trois des personnages sont inspirés d'acteurs de théâtre réels que Jules Verne a pu voir à Amiens. Ainsi Claudius Bombarnac est-il Claudius Bénédict et le couple Adolphe et Caroline Caterna, ne sont autres que Paul et Pauline Saverna